# تايلر جوزيف
تايلر روبيرت جوزيف (بالإنجليزية: Tyler Robert Joseph)‏ (ولِد في 1 ديسمبر 1988) هو مغني روك وروك بديل وراب وكاتب أغاني أمريكي، وهو المغني الرئيسي في فرقة توينتي ون بايلوتس.

## النشأة
ولد «جوزيف» في كولومبوس، أوهايو، حيث عاش مع أخويه «زاك جوزيف» -ايضاً مغني- و«جاي جوزيف»، وأخته «ماديسون بريت»، والدة «تايلر» كانت معلمة للرياضيات قبل أن يتم تعيينها كمدربة لكرة السلة في مدرسة "Olentangy Orange High School".
لعب «تايلر» كرة السلة من عمر صغير، بعدها بدأ يعزف الموسيقى ويألف الأغاني، وأصدر أغاني متفرقة جمعها تحت ألبوم no phun intended الذي سجله عندما كان في الثانوية العامة.

## توينتي ون بايلوتس
كون «تايلر» الفرقة عام 2009 مع صديقين له في الدراسة وهما «نيكولاس توماس» و «كريستوفر صالح» وكان الاستديو هو مكان بناه «صالح» في قبو منزله.
و اصدرمع صديقيه البوم باسم "Twenty one pilots" أو «واحد وعشرون طياراً» في 29 ديسمبر 2009.
وبعدها بسنه غادر «توماس» و«صالح» الفرقة لينضم لـ «تايلر» في فرقته «جوش دن» لاعب الدرامز ليكملوا سوياً مسيرة الفرقة حتي الآن.

## حياته الشخصية
تزوج «تايلر» من "Jenna Elizabeth Black" في 28 مارس 2015.
«تايلر» مسيحي الديانة ومتدين وايمانه يؤثرعلي الاغاني التي يكتبها مثل أغنية "’Migraine" أو «صداع نصفي».
لدى «تايلر» وشم من ثلاثة أجزاء يمثل «الشيء الذي أنقذ حياته» ولا أحد يعرف معناه، وذكر «تايلر» أنه لا يريد أن ينتشر معنى الوشم على الإنترنت، ومع ذلك فقد ذكرعدة مرات أنه على استعداد لإخبار الناس بشكل فردي إذا قرروا أن يسألوه شخصياً.

## روابط خارجية
- تايلر جوزيف على موقع IMDb (الإنجليزية)
- تايلر جوزيف على موقع ميوزك برينز (الإنجليزية)
- تايلر جوزيف على موقع قاعدة بيانات برودواي على الإنترنت (الإنجليزية)
- تايلر جوزيف على موقع أول ميوزيك (الإنجليزية)
- تايلر جوزيف على موقع ديسكوغز (الإنجليزية)
- تايلر جوزيف على موقع قاعدة بيانات الفيلم (الإنجليزية)